# Hank Shermann
René Krolmark, poznatiji kao Hank Shermann (11. srpnja 1958.), danski je glazbenik. Najpoznatiji je kao gitarist heavy metal-sastava Mercyful Fate.

## Karijera
Počeo je svirati gitaru 1977. nadahnut glazbenicima kao što su Ace Frehley, Michael Schenker, Uli Roth, K. K. Downing i Glenn Tipton. Iste godine osnovao je punk-skupinu Brats, u kojoj se zvao Hank de Wank i u kojoj je svirao s Michaelom Dennerom i Kingom Diamondom. Sastav je objavio jedan studijski album i razišao se 1981.
Godine 1981. s Diamondom je osnovao sastav Mercyful Fate, u kojem su počeli svirati žešće pjesme nego prije. Sastav je objavio dva albuma – Melissa i Don't Break the Oath – i razišao se 1985.
Diamond je potom s Dennerom i Timijem Hansenom osnovao svoj istoimeni sastav, a Shermann je osnovao rock-skupinu Fate, u kojoj je svirao od 1984. do 1986. 
Godine 1992. Mercyful Fate ponovno se okupio, a u postavi su se nalazila četiri izvorna člana od njih pet. Do 1999. je objavio pet studijskih albuma. Godine 2002. Shermann je s Dennerom osnovao sastav Force of Evil, koji je objavio dva studijska albuma.
Godine 2008. osnovao je sastav Demonica s Klausom Hyrom koji je prije raspada objavio jedan studijski album. Godine 2012. pridružio se sastavu Volbeat na turneji po Sjevernoj Americi, Europi i Južnoj Americi s Megadethom. Godine 2014. s Michaelom Dennerom osnovao je sastav Denner / Shermann; skupina se razišla 2018.
Mercyful Fate još jednom se okupio 2019. i namjeravao je otići na turneju po Sjevernoj Americi i Europi, no te je planove odgodila pandemija koronavirusa.
Shermann je objavio prvi samostalni singl 2019.

## Diskografija
Mercyful Fate
- Melissa (1983.)
- Don't Break the Oath (1984.)
- In the Shadows (1993.)
- Time (1994.)
- Into the Unknown (1996.)
- Dead Again (1998.)
- 9 (1999.)

Fate
- Fate (1985.)
- A Matter of Attitude (1986.)

Force of Evil
- Force of Evil (2003.)
- Black Empire (2005.)

Demonica
- Demonstrous (2010.)

Denner / Shermann
- Satan's Tomb (2015.)
- Masters of Evil (2016.)

Brats
- 1980 (1980.)